# 博比·凯特奇
罗伯特·刘易斯·凯特奇（英語：Robert Lewis Cattage，1958年8月17日—），美国NBA联盟前职业篮球运动员。他在1981年的NBA选秀中第8轮第4顺位被犹他爵士选中。